# Exau
Cyclecars Exau war ein französischer Hersteller von Automobilen.

## Unternehmensgeschichte
Das Unternehmen aus Paris begann 1922 mit der Produktion von Automobilen und stellte im gleichen Jahr Fahrzeuge auf dem Mondial de l’Automobile in Paris aus. Der Markenname lautete Exau. Konstrukteur war Jacques Miller. 1924 endete die Produktion.

## Fahrzeuge
Das Unternehmen stellte Cyclecars her, die 340 kg wogen. Für den Antrieb sorgte ein Vierzylindermotor von S.C.A.P. mit 55 mm Bohrung, 94 mm Hub und 893 cm³ Hubraum. Der Motor war vorne im Fahrzeug montiert und trieb über eine Kardanwelle die Hinterachse an.